# Tobrilus hoehnelensis
Tobrilus hoehnelensis is een rondwormensoort uit de familie van de Tobrilidae.